# 伊東正義
伊東 正義（いとう まさよし、1913年〈大正2年〉12月15日 - 1994年〈平成6年〉5月20日）は、日本の政治家、農林官僚。
衆議院議員（9期）、外務大臣（第109代）、内閣総理大臣臨時代理、副総理、内閣官房長官（第43代）、自由民主党政務調査会長（第32代）、自由民主党総務会長（第30代）を歴任した。

## 来歴

### 生い立ちと官僚時代
1913年、福島県若松市（現・会津若松市）に生まれる。祖父の伊東健輔は会津藩士、父の伊東秀三郎は旧制会津中学校（現・福島県立会津高等学校）の一回生で同校教諭となった。
旧制会津中学校、旧制浦和高等学校（現・埼玉大学）を経て、東京帝国大学法学部を卒業。農林省に入省する。農務局嘱託。その後、間もなく興亜院に出向する。伊東の興亜院時代の同僚に盟友の大平正芳や、後に通商産業大臣などを歴任する佐々木義武らがいた。
中国大陸から戦時中に帰国するが、空襲により焼け出され大平の自宅に仮寓する日々が続いた。農林省では河野一郎農林大臣を相手に丁々発止の議論を展開し、河野から「政治家向き」と評価されている。農地局長や水産庁長官を経て、1962年に農林事務次官を務めた後、退官。

### 政界入り
1963年、伊東は第30回衆議院議員総選挙に旧福島県第2区から自由民主党公認で立候補し、初当選を果たした。当選後は河野率いる河野派ではなく、無二の親友である大平が所属していた池田派（宏池会）に加わり、領袖の池田勇人から「君は池田派から出馬するというが、本当のところは大平派だな」と評された。
当選同期に小渕恵三・橋本龍太郎・小宮山重四郎・田中六助・渡辺美智雄・佐藤孝行・藤尾正行・中川一郎・三原朝雄・鯨岡兵輔・西岡武夫・奥野誠亮などがいる。

### 大平内閣時代
大平が福田赳夫の後を受けて自由民主党総裁に就任したことを受け、伊東も党財務委員長に起用され第2次大平内閣では初入閣ながら首相の女房役たる内閣官房長官に就任し、大平首相を補佐した。
1980年、福田派や三木派の本会議欠席により大平内閣不信任決議案が可決され、ハプニング解散により衆参同日選挙が施行された。ところが、大平首相が5月30日に同日公示された第12回参議院議員通常選挙の遊説の後、不整脈により虎の門病院に入院した。大平首相の入院中は伊東が留守を預かり、6月12日に大平首相が急逝した後は事前指定に基づき内閣総理大臣臨時代理に就任し、即刻形式上内閣総辞職の手続きをとり、選挙後まで職務執行内閣を率いた（党務は西村英一副総裁が代行）。
ポスト大平をめぐっては伊東の名前も総裁候補に挙がり、加藤紘一や堀内光雄らの若手が総理後継の流れを作ろうとしたが、伊東が消極的であった上に、大平と同盟関係にあった田中角栄が大平派のナンバーツーである鈴木善幸を推した。鈴木は田中派に近かったものの、従来の反主流派要人も了承し、鈴木が後継の総理大臣となることが固まった。

### 鈴木内閣時代
鈴木善幸内閣では、大平の戦時中からの盟友であり内閣の幕引き役も務めた伊東が、大平後継の正統性を示す証として、固辞するのを押し切られる形で外務大臣へ任命された。
1981年5月の日米首脳会談における共同声明の解釈を巡って、日米同盟は当然に軍事同盟の性格もあるとする伊東と、日米同盟は軍事同盟ではないとする鈴木首相のそれぞれの国会答弁が齟齬をきたす。また、鈴木首相が声明文を作成した外務省側と対立し、中川一郎科学技術庁長官・渡辺美智雄蔵相・鯨岡兵輔環境庁長官や小川平二宏池会座長などが外務官僚を批判した。共同声明の文面は事前に官邸側もチェックしているため、伊東は外務省を攻撃することの筋が通らないと思いつつ、官僚を庇い自分の責任として閣僚懇談の席で陳謝する。しかし、外交における影響を勘案してこの事実を内密にするという了解があったにも関わらず、一連のやり取りがマスコミに漏洩したため態度を硬化させ、表向きは騒動の責任を取るという形で大臣を辞任するに至った。
なお、この際に「オレは糖尿病がひどいし、家内は病弱だ。無理だと断ったのに強引に外相にされた。とても目前に迫るフィレンツェのサミットに慣例通り夫婦でいける状態じゃないから、口実をみつけて辞めたまでさ」という発言が、伊東の死後に俵孝太郎から示されている。伊東の後任には園田直厚生大臣が横滑りし、鈴木の路線に沿う外交政策を打ち出したが、のちの中曽根内閣では再び日米軍事同盟路線が確認された。

### 中曽根・竹下内閣時代
1986年、3選を果たした中曽根康弘総裁の下で伊東は自民党政調会長に就任し、政界の表舞台に復帰した。続く竹下登総裁の下で自民党総務会長に就任し、引き続き党三役の一角を占めた。
1989年、リクルート事件により竹下首相が退陣を余儀なくされると、ポスト竹下の候補として金権腐敗に縁のない伊東の名前も挙がったが、頑なに拒否した。その後、後藤田正晴に乞われ自民党政治改革本部長に就任した。しかし、自民党内の状況変化（東京佐川急便事件の影響を受けた竹下派分裂）や体調の悪化により1993年の第40回衆議院議員総選挙に立候補せず、政界から引退した。　

### 政界引退後
1994年5月20日、伊東は自民党の政権復帰を見ることなく、肺炎のため東京都内の自宅で死去。80歳没。中野・宝仙寺で行われた葬儀では盟友の後藤田正晴が弔辞を読み、「あなたは政治家の中では珍しい愚直なまでの潔癖漢でもありました。こうした姿勢を貫きとおしたことに、私はすがすがしさ、美しさすら覚えます。党内にはそういうあなたを煙たがる空気もありましたが、この潔癖さこそが今の政治に最も大切なことだと思います。」と述べた。墓所は鎌倉霊園。

## 略歴
- 1930年3月 - 会津中学校四年修了[8]
- 1930年4月 - 浦和高等学校文科乙類入学
- 1933年3月 - 浦和高等学校卒業
- 1936年3月 - 東京帝国大学法学部卒業
- 1936年4月 - 農林省入省
- 1939年 - 興亜院出向
- 1946年 - 農林省農政局肥料課長
- 1947年 - 商工省化学肥料第二課長
- 1948年 - 農林大臣官房会計課長
- 1951年 - 農林大臣官房総務課長
- 1952年 - 水産庁漁政部長
- 1953年 - 食糧庁業務第一部長
- 1955年 - 東京営林局長
- 1955年 - 名古屋営林局長
- 1956年 - 経済企画庁審議官
- 1957年 - 経済企画庁総合開発局長
- 1958年 - 農地局長
- 1961年 - 水産庁長官
- 1962年 - 農林事務次官
- 1963年9月20日 - 退官
- 1963年11月 - 第30回衆議院議員総選挙に福島2区から自由民主党公認で出馬し初当選、以後当選9回
- 1979年11月 - 第2次大平内閣で内閣官房長官として初入閣
- 1980年6月 - 副総理、内閣総理大臣臨時代理
- 1980年7月 - 鈴木善幸内閣で外務大臣として入閣
- 1981年5月 - 外務大臣辞任
- 1986年7月 - 自由民主党政務調査会長
- 1987年10月 - 自由民主党総務会長
- 1993年7月 - 政界引退

## エピソード
- 糖尿病の持病があり、妻も病弱である。本人の意思に反して外相へ任じられると、「とても目前に迫るフィレンツェのサミットに慣例通り夫婦でいける状態じゃないから」という口実で辞任している。また、会津若松の党支部大会において、講師控室で座っていた伊東が低血糖の発作で半昏睡状態になった際には、秘書が手慣れた姿で角砂糖（糖分）を補給し、すぐに回復している[1]。
- 1980年、大平正芳首相の死去に際し内閣総理大臣臨時代理を務める。臨時代理に事前指定されていたのは伊東だけであったので伊東が就任するほかなかったにもかかわらず、親友の死に際して臨時代理に就任することを渋り、同じ宏池会の田中六助に説得されてようやく就任した。周囲からいくら勧められても首相執務室には入らずに内閣官房長官執務室で仕事を続け、閣議でも決して首相の席には座らなかった。大平が就いていた宏池会会長についてもただちに鈴木善幸が継承することには異を唱え、当面は鈴木が会長ではなく代表の肩書で派を率いることで収まった。
- 大平の死の遠因となったハプニング解散を引き起こすきっかけを作った福田赳夫・三木武夫を強く嫌っていた。竹下登の後継選びに福田の名前が挙がった際にも強く反対している。
- 1989年、辞任した竹下登の後継として自由民主党総裁に推されるも、「本の表紙を変えても、中身を変えなければ駄目だ」と就任を頑なに固辞した。「ポスト竹下」を固辞したことで「政治家にとって首相の地位はその経綸を実行しうる最大のポストなのに、首相になりたくないという政治家とは一体なんなのか」と批判されたこともあるが、首相を固辞した理由には持病の糖尿病の悪化もあったという。また、竹下らが本当に自分に「経綸を実行」させてくれるかどうか信用できないという面もあったとされる。
- 自民党内の実力者でありながら金権政治には一切無縁のクリーンさで知られ、そのために「ポスト竹下」の候補の1人に数えられた。伊東の自宅はバブルの頃でさえ雨漏りするほど生活は質素であった（この件に関して首相を固辞した当時「AERA」で特集が組まれた）。
- 死去の翌年（1995年）に「伊東正義先生を偲ぶ」（編集・発行：伊東正義先生回想録刊行会）という本が発行された。
- 元秘書に元衆議院議員の斎藤文昭や、元会津若松市長の山内日出夫などがいる。
- 日本エジプト友好議員連盟初代会長、日本パレスチナ議員連盟会長を務める[9]などアラブ世界との関わりも深かった。
- 渡部恒三（同じ会津出身）によると東京佐川急便事件で36人ぐらい政治家の名前が出たが自民党の幹部でお金を貰わなかったのは伊東と渡部だけで渡部の場合は初めから持ってこなかったという[10]。
- 趣味は観劇。森光子の熱烈なファンで好きな理由は「大女優なのに庶民的だから好きなんだ」と答えている[7]。